# Фінал кубка Англії з футболу 1889
Фінал кубка Англії з футболу 1889 — 18-й фінал найстарішого футбольного кубка у світі. Учасниками фіналу були «Престон Норт-Енд» і «Вулвергемптон Вондерерз». Володарем кубкового трофею став «Престон Норт-Енд».

## Шлях до фіналу
| «Престон Норт-Енд»       | «Престон Норт-Енд» | «Престон Норт-Енд»       | Раунд        | «Вулвергемптон Вондерерз» | «Вулвергемптон Вондерерз» | «Вулвергемптон Вондерерз»                                         |
| ------------------------ | ------------------ | ------------------------ | ------------ | ------------------------- | ------------------------- | ----------------------------------------------------------------- |
| Суперник                 | Результат          | Матчі                    |              | Суперник                  | Результат                 | Матчі                                                             |
| «Бутл»                   | 3—0                | 3—0 на виїзді            | Перший раунд | «Олд Картузіанс»          | 4—3                       | 4—3 вдома                                                         |
| «Грімсбі Таун»           | 2—0                | 2—0 на виїзді            | Другий раунд | «Волсолл Таун Свіфтс»     | 6—1                       | 6—1 вдома                                                         |
| «Бірмінгем Сент-Джорджс» | 2—0                | 2—0 вдома                | Третій раунд | «Венсдей»                 | 3—0                       | 3—0 вдома                                                         |
| «Вест-Бромвіч Альбіон»   | 1—0                | 1—0 на нейтральному полі | 1/2 фіналу   | «Блекберн Роверз»         | 4—2                       | 1—1 на нейтральному полі, 3—1 на нейтральному полі (перегравання) |

## Матч
| 30 березня 1889 |

| Престон Норт-Енд                 | 3:0      | Вулвергемптон Вондерерз |
| -------------------------------- | -------- | ----------------------- |
| Дьюгерст 15' Росс 25' Томсон 70' | Протокол |                         |

| Кеннінгтон Овал, Лондон Глядачів: 27 000 Арбітр: Майор Френсіс Мариндін |

|  |  |

|                  |  |                      |  |
|                  |  |                      |  |
| В                |  | Роберт Міллс-Робертс |  |
| З                |  | Боб Гауарт           |  |
| З                |  | Боб Голмс            |  |
| ПЗ               |  | Джордж Драммонд      |  |
| ПЗ               |  | Девід Рассел         |  |
| ПЗ               |  | Джонні Грем          |  |
| Н                |  | Джек Гордон          |  |
| Н                |  | Джиммі Росс          |  |
| Н                |  | Джон Гудолл          |  |
| Н                |  | Фред Дьюгерст (к)    |  |
| Н                |  | Семмі Томсон         |  |
| Головний тренер: |  |                      |  |
| Вільям Саделл    |  |                      |  |

|                  |  |                 |  |
|                  |  |                 |  |
| В                |  | Джек Бейтон     |  |
| З                |  | Дікі Бо         |  |
| З                |  | Чарлі Мейсон    |  |
| ПЗ               |  | Альберт Флетчер |  |
| ПЗ               |  | Гаррі Аллен     |  |
| ПЗ               |  | Артур Лоудер    |  |
| Н                |  | Томмі Гантер    |  |
| Н                |  | Девід Вайкс     |  |
| Н                |  | Джон Броуді (к) |  |
| Н                |  | Гаррі Вуд       |  |
| Н                |  | Томмі Найт      |  |
| Головний тренер: |  |                 |  |
| Джек Адденбрук   |  |                 |  |